# Formulació hamiltoniana
La formulació hamiltoniana o mecànica hamiltoniana és una reformulació de la mecànica clàssica newtoniana introduïda el 1833 per William Rowan Hamilton. Sorgeix a partir de la formulació lagrangiana, una altra reformulació de la mecànica clàssica introduïda el 1788 per Joseph-Louis Lagrange. En aquesta formulació, cada velocitat generalitzada se substitueix per la quantitat de moviment associada; al final hom obté, per a un sistema amb N graus de llibertat 2N equacions diferencials de primer ordre, en lloc de les N equacions diferencials de segon ordre que s'obtenen amb la mecànica lagrangiana.

## Reformulació de la mecànica Lagrangiana
La formulació Lagrangiana fa servir les anomenades coordenades generalitzades:
{\displaystyle \left\{\,q_{j}|j=1,\ldots ,N\,\right\}}
una per cada grau de llibertat, i les corresponents velocitats generalitzades:
{\displaystyle \left\{\,{\dot {q}}_{j}|j=1,\ldots ,N\,\right\}}
El Lagrangià és doncs una funció tal que:
{\displaystyle L=L(q_{j},{\dot {q}}_{j},t)}
El que la mecànica Hamiltoniana bàsicament fa, és canviar les velocitats generalitzades pels moments generalitzats corresponents, els anomenats moments conjugats, mitjançant una transformació de Legendre del Lagrangià. Aquests moments conjugats es defineixen com:
{\displaystyle p_{j}={\partial L \over \partial {\dot {q}}_{j}}}
i la transformació de Legendre:
{\displaystyle H\left(q_{j},p_{j},t\right)=\sum _{i}{\dot {q}}_{i}p_{i}-L(q_{j},{\dot {q}}_{j},t)}
Diferenciem ara aquesta última equació:
{\displaystyle {\begin{matrix}\sum _{i}\left[\left({\partial H \over \partial q_{i}}\right)dq_{i}+\left({\partial H \over \partial p_{i}}\right)dp_{i}\right]+\left({\partial H \over \partial t}\right)dt=\sum _{i}\left[{\dot {q}}_{i}\,dp_{i}+p_{i}\,d{\dot {q}}_{i}-\left({\partial L \over \partial q_{i}}\right)dq_{i}-\left({\partial L \over \partial {\dot {q}}_{i}}\right)d{\dot {q}}_{i}\right]-\left({\partial L \over \partial t}\right)dt\end{matrix}}}
Si fem servir la definició del moment conjugat en aquesta equació i comparem els diferents coeficients que obtenim, llavors obtenim les equacions del moviment de la mecànica Hamiltoniana, les anomenades equacions canòniques de Hamilton:
{\displaystyle {\partial H \over \partial q_{j}}=-{\dot {p}}_{j},\qquad {\partial H \over \partial p_{j}}={\dot {q}}_{j},\qquad {\partial H \over \partial t}=-{\partial L \over \partial t}}
Si comparem aquestes equacions a les de la mecànica Lagrangiana, el primer que veiem és que aquestes són equacions diferencials de primer ordre i les de la mecànica Lagrangiana de segon, el que les fa més senzilles. D'altra banda hem de fer més pasos per arribar a resoldre-les, el que ho fa més feixuc. La mecànica Hamiltoniana troba d'aquesta manera les mateixes solucions que la mecànica Lagrangiana o la mecànica Newtoniana.
Un dels principals avantatges d'aquesta mecànica és el fet que fa servir una metodologia que condueix a un coneixement més profund de la mecànica clàssica. Si les equacions de transformació que defineixen les coordenades generalitzades són independents del temps llavors es pot veure que H és l'energia total, E = T + V (vegeu també l'artícle simetria)